# Десно
Десно (пол. Desno) — село в Польщі, у гміні Галінув Мінського повіту Мазовецького воєводства.
Населення — 171 особа (2011).
У 1975-1998 роках село належало до Варшавського воєводства.

## Демографія
Демографічна структура станом на 31 березня 2011 року:
|          | Загалом | Допрацездатний вік | Працездатний вік | Постпрацездатний вік |
| -------- | ------- | ------------------ | ---------------- | -------------------- |
| Чоловіки | 88      | 22                 | 62               | 4                    |
| Жінки    | 83      | 15                 | 55               | 13                   |
| Разом    | 171     | 37                 | 117              | 17                   |